# Arno Gawöhn
Arno Gawöhn (* 14. Juni 1938) ist ein ehemaliger deutscher Fußballspieler. Von 1958 bis 1967 spielte er für den SC Lokomotive Leipzig und die BSG Chemie Leipzig in der DDR-Oberliga, der höchsten Spielklasse im DDR-Fußball. Mit Chemie Leipzig gewann er 1964 den DDR-Meistertitel und 1966 den DDR-Fußballpokal.

## Sportliche Laufbahn
Als noch 21-Jähriger bestritt Arno Gawöhn in der Saison 1958 neun Oberligaspiele für den SC Lokomotive Leipzig. In den folgenden Spielzeiten gelang es ihm nicht, sich in die Stammelf der Leipziger zu spielen. Als 1961 der DDR-Fußball auf den Sommer-Frühjahr-Rhythmus umstellte und in der Oberliga dafür 39 Spiele ausgetragen werden mussten, kam Gawöhn mit neunzehn Einsätzen wenigstens fast an die 50-Prozent-Grenze. Mit acht Treffern erzielte er auch die meisten Saisontore seiner Karriere im höheren Ligabereich.
Als 1963 die beiden Leipziger Oberligamannschaften neu organisiert wurden, landete Gawöhn beim so genannten „Rest von Leipzig“. Während die vermeintlich besten Spieler dem vorgesehenen Spitzenclub SC Leipzig zugeordnet wurden, kamen die angeblich perspektivlosen Spieler zur neu gegründeten Betriebssportgemeinschaft (BSG) Chemie Leipzig, unter ihnen auch Arno Gawöhn. Auch in dieser Mannschaft konnte er sich nicht durchsetzen, er wurde 1963/64 nur in zwei Oberligaspielen eingesetzt. Damit hatte er nur einen geringen Anteil am überraschenden Gewinn der DDR-Meisterschaft für Chemie Leipzig. Noch schlechter fiel die Saison 1964/65 für Gawöhn aus, denn er bestritt nur ein Oberligaspiel und spielte weder in den Europapokal- noch in den DDR-Pokalspielen mit. Die Saison 1965/66 begann für ihn verheißungsvoll, denn er wurde in der Hinrunde elfmal hintereinander als Stürmer aufgeboten. In der Rückrunde kam er jedoch nur noch in zwei Oberligaspielen zum Einsatz. In den fünf Spielen, die Chemie Leipzig benötigte, um den DDR-Fußballpokal zu gewinnen, war Gawöhn an drei Begegnungen beteiligt, fehlte aber im Endspiel, das die Leipziger mit 1:0 über Lok Stendal gewannen. Nach nochmals vier Oberligaeinsätzen 1966/67 schied Gawöhn nach Saisonende bei Chemie Leipzig aus.
Er schloss sich der benachbarten BSG Aktivist Böhlen an, die gerade aus der DDR-Liga in die drittklassige Bezirksliga abgestiegen war. Mit Gawöhn gelang der sofortige Wiederaufstieg, sodass er ab 1968/69 mit Böhlen in der DDR-Liga spielen konnte. Im Laufe der Saison benannte sich die BSG in Chemie Böhlen um. Endlich erreichte Gawöhn den Status des Stammspielers, denn von den 30 Punktspielen bestritt er 27 Partien. Nach einer weniger erfolgreichen Spielzeit 1969/70 mit nur dreizehn Ligaspielen, kam er 1970/71 noch einmal auf 27 Punktspiele und war auch mit vier Treffern als Torschütze einigermaßen erfolgreich. Am Ende der Saison war er 33 Jahre alt und beendete seine Laufbahn im Leistungsfußball.
Als Freizeitfußballer spielte er noch einige Jahre mit der 2. Mannschaft von Böhlen in der Bezirksliga.
In seinen zwölf Spielzeiten im höherklassigen Fußball hatte er 141 Punktspiele bestritt und 25 Tore erzielt.